# Nine Winds
Nine Winds Records is een Amerikaans platenlabel voor jazz-muziek. Het werd in 1977 opgericht door de jazzcomponist en multi-instrumentalist Vinny Golia met de bedoeling nieuwe jazz, hedendaags klassieke muziek en geïmproviseerde muziek uit de Westkust van Amerika uit te brengen. Sindsdien heeft het zo'n 120 albums (2011) uitgebracht van onder meer Aardvark Jazz Orchestra, Steve Adams, Bobby Bradford, John Carter, Mark Dresser, Bruce Fowler, Vinny Golia, Carla Kihlstedt, George Lewis, Tony Malaby, Wadada Leo Smith, Mark Weber en Bert Wilson.